# Мусаєв Тамерлан Абдулганійович
Тамерлан Абдулганійович Мусаєв (рос. Тамерлан Абдулганиевич Мусаев, нар. 29 липня 2001, Султан-Янгі-Юрт, Росія) — російський футболіст, нападник московського ЦСКА та національної збірної Росії.

## Ігрова кар'єра

### Клубна
Тамерлан Мусаєв почав займатися футболом у своєму рідному місті Султан-Янгі-Юрт, Дагестан. Пізніше він пройшов через молодіжні команди ряда російських клубів, серед яких були також і столичні. 
В лютому 2020 року Мусаєв як вільний агент приєднався до «Балтики» з Калінінграда. 2 серпня 2020 року у матчі проти команди «Крила Рад» Тамерлан Мусаєв дебютував на професійному рівні. В лютому 2021 року футболіст був відправлений в оренду до «Волги» з Ульяновська. Першу половину сезону 2021/22 Мусаєв також провів в оренді — граючи в клубі Першої ліги КАМАЗ. Та вже в грудні 2021 року нападник повернувся до «Балтики». З якою в сезоні 2022/23 посів друге місце в Першій лізі і 23 липня 2023 року у матчі проти «Сочі» дебютував у російській Прем'єр-лізі.
В грудні 2023 року Мусаєв перейшов до столичного ЦСКА, з яким підписав контракт до літа 2028 року. 2 березня 2024 року нападник провів першу гру в новій команді і відзначився забитим голом у ворота «Оренбурга».

### Збірна
29 серпня 2024 року Тамерлан Мусаєв отримав перший виклик до лав національної збірної Росії. 5 вересня 2024 року у товариському матчі проти команди В'єтнаму Мусаєв дебютував у складі національної збірної і в першому ж матчі відзначився забитим голом і гольовою передачею.

## Досягнення
- Володар Кубка Росії (1):

ЦСКА: 2024–25
- Володар Суперкубка Росії (1):

ЦСКА: 2025